# Karl Fischer von Treuenfeld
Karl Fischer von Treuenfeld (celým jménem Theodor Friedrich Karl von Fischer-Treuenfeld, od roku 1933 von Treuenfeld, někdy uváděn jen jako Karl von Treuenfeld nebo Karl von Fischer-Treuenfeld; 31. března 1885 ve Flensburgu v severním Německu – 6. června 1946 v Allendorfu u Wetzlaru ve středním Německu) byl německý generál.
Svoji kariéru v SS zahájil zhruba v polovině roku 1939 a již před koncem roku 1940 dosáhl hodnosti SS-Brigadeführer und Generalmajor der Waffen-SS. Skoro celý rok 1941 velel Waffen-SS Severovýchod.
Dne 5. ledna 1942 byl jmenován velitelem zbraní SS na území Protektorátu Čechy a Morava (Befehlshaber der Waffen-SS im Protektorat Böhmen und Mähren) a jeho přímým nadřízeným byl zastupující říšský protektor SS-Obergruppenführer Reinhard Heydrich. Po atentátu na R. Heydricha (27. května 1942) a vypátrání úkrytu atentátníků v pražském kostele sv. Cyrila a Metoděje v Resslově ulici velel von Treuenfeld osobně příslušníkům Waffen-SS při akci, jejímž cílem bylo zajmout parašutisty živé.
Během celé společné akce Waffen-SS a gestapa (v noci ze 17. června 1942 na 18. června 1942) se von Treuenfeld dostával do ostrých sporů s úředníky pražského gestapa. (Před K. H. Frankem je von Treuenfeld označil za diletanty.) O průběhu dobývání kostela vypracoval von Treuenfeld hlášení, které bylo (23. června 1942) doručeno novému zastupujícímu říšskému protektorovi SS-Oberstgruppenführerovi Kurtu Daluegemu. V hlášení byly přeceňovány zásluhy příslušníků Waffen-SS a kritizována součinnost s pražským gestapem.
Toto hlášení bylo jedním z důvodů, proč byl von Treuenfeld dne 5. července 1942 odvolán z funkce velitele zbraní SS na území Protektorátu Čechy a Morava. (Jeho funkci převzal 26. srpna 1942 SS-Standartenführer Alfred Karrasch.) Následně byl von Treuenfeld převelen na východní frontu.
Karl Fischer von Treuenfeld byl v lednu roku 1944 povýšen na SS-Gruppenführera a generálporučíka Waffen-SS.  Poté velel speciálním jednotkám SS v Itálii. Spáchal sebevraždu v americkém internačním táboře v Allendorfu u Wetzlaru dne 6. června roku 1946.

## Podrobnější životopis

### Rodinný původ
Theodor Friedrich Karl Fischer von Treuenfeld (někdy nesprávně "von Fischer-Treuenfeld") se narodil v severoněmecké šlechtické rodině. Matkou byla Friederika Emma Harms (1851–1919), která pocházela z rodiny obchodníka ze severoněmeckého hansovního města Lübeck. Otcem pak byl Felix Friedrich Oskar von Treuenfeld (1842–1923) – říšský komisař při námořních úřadech (Reichskommissar bei den Seeämtern) působící v severoněmeckém městě Flensburgu a severoněmeckém lázeňském městě Tönningu.

### Počátky a kariéra v SS
Do řad členů ozbrojené organizace NSDAP – Schutzstaffel vstoupil 1. května 1939 (SS-Nr.: 323 792). I když byl v roce 1938 převeden do zálohy s hodností majora, brzy po vstupu do SS získal hodnost SS-Oberführer. (Nikdy nevstoupil do řad členů NSDAP.) V rámci hierarchie SS byl 9. listopadu 1940 povýšen do hodnosti SS-Brigadeführer und Generalmajor der Waffen-SS a od 11. dubna 1941 až do 1. prosince 1941 byl velitelem Waffen-SS Severovýchod (Befehlshaber der Waffen-SS Nordost).

### V protektorátu

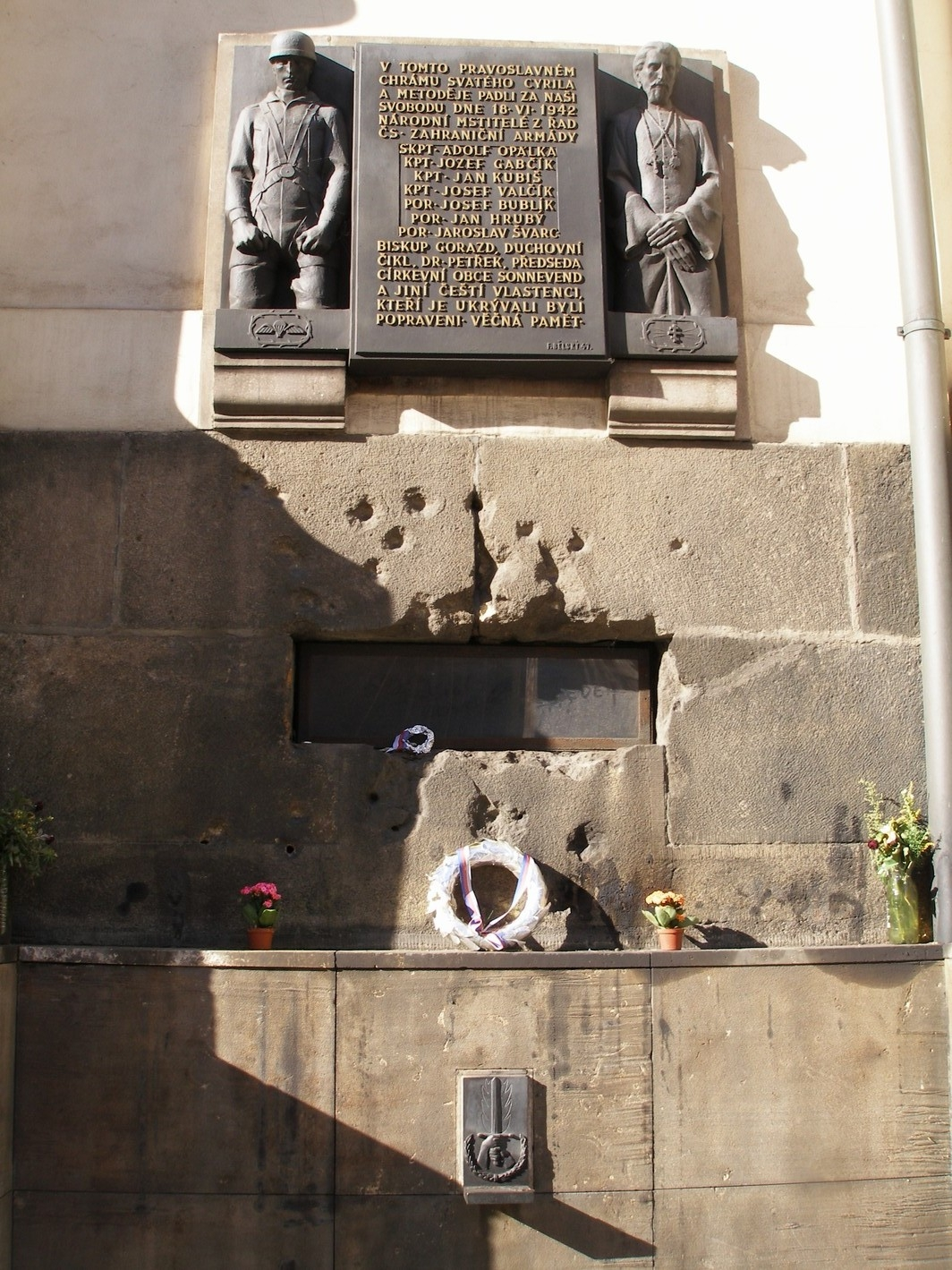
Památník parašutistům a duchovním, popraveným za jejich ukrývání, je umístěn na vnější straně kostela z ulice Resslova. Jsou na něm patrné stopy od německých střel.

Do funkce velitele Waffen-SS (Zbraně-SS) v Protektorátu Čechy a Morava byl ustanoven s hodností SS-Brigadeführer dne 5. ledna 1942. 
Dne 18. června 1942 velel Hans-Ulrich Geschke gestapu při dobývání krypty kostela sv. Cyrila a Metoděje v Resslově ulici (Resslova 307/9, Praha 2, Nové Město).  Nejdříve byl sveden boj o kůr a emporu. Boj trval téměř tři hodiny.  Po začátku boje došlo k ostrému sporu mezi velitelem Waffen–SS Karlem Fischerem von Treuenfeldem a velitelem pražského gestapa Geschkem. Podstatou ostré hádky bylo, kdo akci vlastně velí a jak má akce probíhat. (Pravomoce gestapa a Waffen-SS nebyly příliš jasné.) Karl Fischer von Treuenfeld nesouhlasil s použitím duchovních jako živých štítů. Tvrdil, že dobývání kostela má probíhat jako vojenská operace. Geschke oponoval názorem, že se jedná o policejní akci a ne frontové válčení, a že atentátníky potřebuje zatknout živé. K. H. Frank nakonec dal za pravdu esesmanům, že odpor parašutistů zlomí jen hrubá síla, takže akce nakonec probíhala jako bojová operace Waffen–SS. Geschke si to ale nenechal líbit. Po akci napsal oponentní zprávu, v jejímž důsledku byl Karl von Treuenfeld potrestán převelením z bezpečí Prahy na východní (ruskou) frontu.   

### Na frontě

Logo 10. SS-Panzer-Division „Frundsberg“

- Na východní frontě byl von Treuenfeld jmenován (14. července 1943) velitelem zbraní SS Rusko-jih (Befehlshaber der Waffen-SS Rußland-Süd).

- listopad 1943: Dosažení vojenské hodnosti SS-Gruppenführer a generálporučík zbraní-SS[2] [p 5]

- Dne 15. listopadu 1943 přebral velení nad 10. SS Panzer-Division "Frundsberg"[2] a této divizi velel až do 27. dubna 1944. Během působení v této funkci byl von Treuenfeld dne 30. ledna 1944 povýšen do hodnosti SS-Gruppenführer und Generalleutnant Waffen-SS.[2]

- Dne 21. července 1944 byl von Treuenfeld jmenován velitelm VI. dobrovolnického armádního sboru SS (lotyšského)[2] (VI. Waffen-Armeekorps der SS (lettisches)), ale krátce na to 25. července 1944 byl v této funkci nahrazen SS-Obergruppenführerem Waltherem Krügerem.[2]

- Von Treuenfeld byl převelen do Hlavného úradu SS (SS-Hauptamt).[2]

- Ještě v roce 1944 byl pak jmenován velitelem zbraní SS v Itálii (Befehlshaber der Waffen-SS in Italien). V této funkci byl zajat americkými jednotkami.[2] Dne 6. června 1946 spáchal von Treuenfeld v americkém zajateckém táboře sebevraždu.[2]

## Vojenská vyznamenání
- Železný kříž, I. třídy, (1914)[2]
- Železný kříž, II. třída, (1914)[2]
- Odznak za zranění 1918 v černém (Verwundetenabzeichen, 1918 in Schwarz)[2]
- Železný kříž, Spona 1939 k Železnému kříži 1914 I. třídy (1939 Spange zum 1914 Eiserne Kreuz I. Klasse)[2]
- Železný kříž, Spona 1939 k Železnému kříži 1914 II. třídy (1939 Spange zum 1914 Eiserne Kreuz II. Klasse)[2]
- Německý kříž ve zlatě (Kriegsorden des Deutschen Kreuzes in Gold)[2]
- Medaile za zimní bitvu na východě 1941 - 1942[2]
- Čestný kříž světové války 1914 - 1918 pro bojovníky[2]
- Kríž cti 1914 – 1918 (Ehrenkreuz für Frontkämpfer)[2]
- Čestné meče říšského vůdce SS (Ehrendegen des RF SS)[2]
- Prsten se smrtihlavem SS (Totenkopfring der SS)[2]
- Odznak za zranění, 1939